# Greater Love
Greater Love es un cuento de Bram Stoker, escrito en el año 1914. Fue publicado por primera vez, en el número de octubre de 1914 de The London Magazine (The Amalgamated Press Ltd., Londres) junto a dos ilustraciones de AC Michael y más tarde fue publicado en el número de noviembre de 1915 de People's (Street & Smith, Nueva York y Londres). En 2009 fue publicado en la colección de cuentos Four Romances de Bram Stoker (The Swan River Press, Dublín).

## Argumento
La historia gira en torno a dos amigos llamados Bill y Joe que se conocen desde que eran unos niños, ellos conocen a una niña llamada Mary que al principio se vuelve muy amiga de ellos y los sigue a todos lados pero al pasar del tiempo Bill y Joe se dan cuenta de que se están enamorando de ella pero solo uno puede tener su amor.
Los dos llegan a un acuerdo de que Joe va a ir a confesarle a Mary su amor y que se quiere casar con ella, pero si Mary también siente lo mismo por Joe, Bill va a mantener en secreto su amor por ella.  Para sorpresa de Joe, Mary le dice que primero quiere hablar con Bill después de dicha conversación Bill y Mary le dicen a Joe que él es el elegido, Joe y Mary se casan.
En el festejo de la boda Mary tiene un accidente, cae al mar por lo que Joe y Bill tienen que trabajar juntos para salvarle la vida pero Bill termina perdiendo la vida para lograr salvarla con lo que demuestra el gran amor que a pesar de todo seguía sintiendo por Mary.

## Personajes
- Bill:  Amigo de Joe, es de clase media, se enamora de Mary y es el que termina amándola más.

- Joe: Amigo de Bill, es de clase media, se enamora de Mary y termina casándose con ella.

- Mary:  se vuelve amiga muy cercana de Bill y Joe y ellos se enamoran de ella, pertenece a una clase media y es una persona muy abierta e espontánea.